# Carex hilaireioides
Carex hilaireioides là một loài thực vật có hoa trong họ Cói. Loài này được C.B.Clarke ex Kük. mô tả khoa học đầu tiên năm 1905 publ. 1906.